# Drake és Josh
A Drake és Josh 2004 és 2007 között vetített amerikai televíziós szitkom, amelyet Dan Schneider alkotott. A sorozatot az Amerikai Egyesült Államokban 2004. január 11-én, míg Magyarországon 2007. november 24-én a Nickelodeon mutatta be.

## Történet
Drake Parker és Josh Nichols egy iskolába járnak, de ennél több közös nincs is bennük, jellemük már nem is lehetne különbözőbb: Drake roppant laza, és csak sodródik az árral, Josh viszont szigorúan szabálykövető egyéniség. Mikor azonban Josh apja és Drake anyja úgy döntenek, hogy összeházasodnak, az addigi iskolatársakból egyszer csak mostohatestvérek lesznek.

## Szereplők

### Főszereplők
| Szereplő              | Színész            | Magyar hang       |
| --------------------- | ------------------ | ----------------- |
| Drake Parker          | Drake Bell         | Előd Botond       |
| Josh Nichols          | Josh Peck          | Baráth István     |
| Megan Parker          | Miranda Cosgrove   | Ungvári Zsófia    |
| Audrey Parker-Nichols | Nancy Sullivan     | Zakariás Éva      |
| Walter Nichols        | Jonathan Goldstein | Haás Vander Péter |

### Visszatérő szereplők
| Szereplő             | Színész/Színésznő   |
| -------------------- | ------------------- |
| Helen Ophelia Dubois | Yvette Nicole Brown |
| "Örült" Steve        | Jerry Trainor       |
| Eric Blonowitz       | Scott Halberstadt   |
| Craig Ramirez        | Alec Medlock        |
| Mindy Crenshaw       | Allison Scagliotti  |
| Gavin Mitchell       | Jake Farrow         |
| Mrs. Hayfer          | Julia Duffy         |

## Évados áttekintés
| Évad | Évad      | Epizódok | Eredeti sugárzás     | Eredeti sugárzás     | Magyar sugárzás a -on | Magyar sugárzás a -on |
| Évad | Évad      | Epizódok | Évadpremier          | Évadfinálé           | Évadpremier           | Évadfinálé            |
| ---- | --------- | -------- | -------------------- | -------------------- | --------------------- | --------------------- |
|      | 1         | 6        | 2004. január 11.     | 2004. február 22.    | 2007. november 24.    | 2007. december 29.    |
|      | 2         | 14       | 2004. március 15.    | 2004. november 28.   | 2008. február 6.      | 2009. január 22.      |
|      | 3         | 20       | 2005. április 2.     | 2006. április 8.     | 2009. december 2.     | 2011. május 17.       |
|      | 4         | 20       | 2006. szeptember 24. | 2007. szeptember 16. | 2011. január 15.      | 2011. július 25.      |
|      | TV filmek | 3        | 2006. január 6.      | 2008. december 5.    | 2011. május 14.       | 2011. december 26.    |

## Díjak
- 2004 Nickelodeon Kids' Choice Awards Kategória: Kedvenc gyerekműsor
- 2006 Nickelodeon Kids' Choice Awards Kategória: Kedvenc gyerekműsor
- 2006 Nickelodeon Kids' Choice Awards Kategória: Kedvenc gyerekszínész Drake Bell
- 2007 Nickelodeon Kids' Choice Awards Kategória: Kedvenc gyerekszínész Drake Bell
- 2007 Nickelodeon Kids' Choice Awards (GER) Kategória: Kedvenc gyerekszínész Josh Peck
- 2007 Nickelodeon Kids' Choice Awards (UK) Kategória: Kedvenc gyerekműsor
- 2007 Nickelodeon Kids' Choice Awards (UK) Kategória: Kedvenc gyerekszínész Drake Bell
- 2007 Nickelodeon Kids' Choice Awards (UK) Kategória: Legjobb énekes Drake Bell
- 2008 Nickelodeon Kids' Choice Awards Kategória: Kedvenc gyerekszínész Drake Bell
- 2008 Nickelodeon Kids' Choice Awards Kategória: Kedvenc gyerek műsor
- 2008 Nickelodeon Kids' Choice Awards (BR) Kategória: Kedvenc gyerekszínész Drake Bell
- 2008 Nickelodeon Kids' Choice Awards (UK) Kategória: Kedvenc gyerekműsor
- 2008 Nickelodeon Kids' Choice Awards (UK) Kategória: Kedvenc gyerekszínész Josh Peck
- 2008 Nickelodeon Kids' Choice Awards (AUS) Kategória: Legviccesebb sorozat
- 2009 Nickelodeon Kids' Choice Awards (NZ) Kategória: Legviccesebb sorozat